# Косуция
Косуция (на латински: Cossutia) произлиза от римския род Косуции от конническото съсловие. Тя е първата годеница на Гай Юлий Цезар.
Цезар не бил още на 16 години, когато баща му Гай Юлий Цезар Старши го сгодява за Косуция. След раннта смърт на баща му Цезар разваля годежа с Косуция през 84 пр.н.е., за да се ожени за първата си съпруга Корнелия, дъщеря на Луций Корнелий Цина. По-нататъшният живот на Косуция е неизвестен.